# Gliese 44
Gliese 44 is een hoofdreeksster van het type K, gelegen in het sterrenbeeld Walvis op 147 lichtjaar van de Zon. De ster heeft een baansnelheid rond het galactisch centrum van 81,2 km/s.